# چیچه، پاکستان
چیچه (به انگلیسی: Chicha) یک روستا در پاکستان است که در پنجاب واقع شده‌است.